# 格里西-叙讷
格里西-叙讷（法語：Grisy-Suisnes，法語發音：[ɡʁizi sɥin] ⓘ）是法国塞纳-马恩省的一个市镇，属于默伦区。

## 地理
格里西-叙讷（48°41'4"N, 2°40'1"E）面积18.34 平方千米，位于法国法蘭西島大區塞纳-马恩省，该省份为法国北部内陆省份，北起瓦兹省，西接埃松省、马恩河谷省、塞纳-圣但尼省和瓦兹河谷省，南至卢瓦雷省，东南接约讷省，东临马恩省和奥布省，东北接埃纳省。
与格里西-叙讷接壤的市镇（或旧市镇、城区）包括：舍夫里-科西尼、布里地区普雷勒、布里地区苏瓦尼奥勒、布里孔特罗贝尔、库贝尔、耶尔河畔埃夫里格雷日。

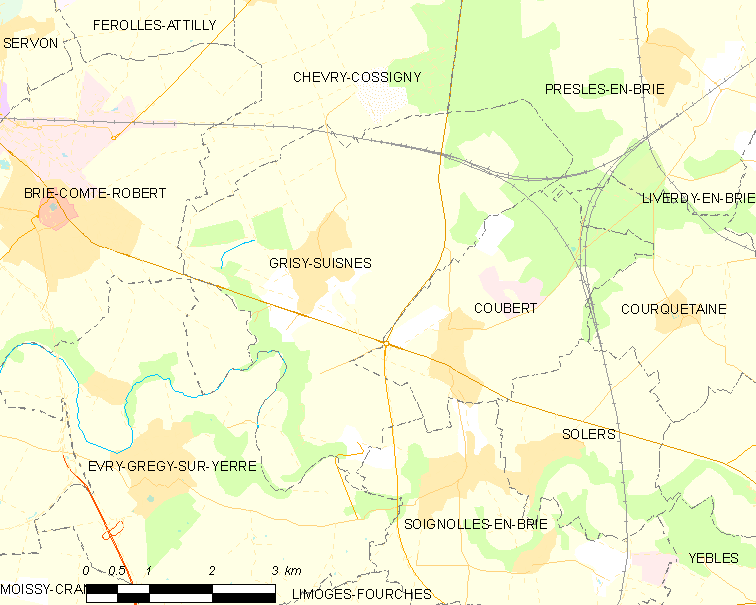
格里西-叙讷的OSM定位图

格里西-叙讷的时区为UTC+01:00、UTC+02:00（夏令时）。

## 行政
格里西-叙讷的邮政编码为77166，INSEE市镇编码为77217。

## 政治
格里西-叙讷所属的省级选区为丰特奈-特雷西尼县。

## 人口

1962-2008年间格里西-叙讷人口变化图示

格里西-叙讷于2022年1月1日时的人口数量为2848人。